# Bothriechis marchi
Bothriechis marchi är en ormart som beskrevs av Barbour och Loveridge 1929. Bothriechis marchi ingår i släktet Bothriechis och familjen huggormar. Inga underarter finns listade.
Arten förekommer i Honduras i kulliga områden och bergstrakter mellan 500 och 1840 meter över havet. Honor lägger inga ägg utan föder levande ungar.